# Ferdinand Schorbach

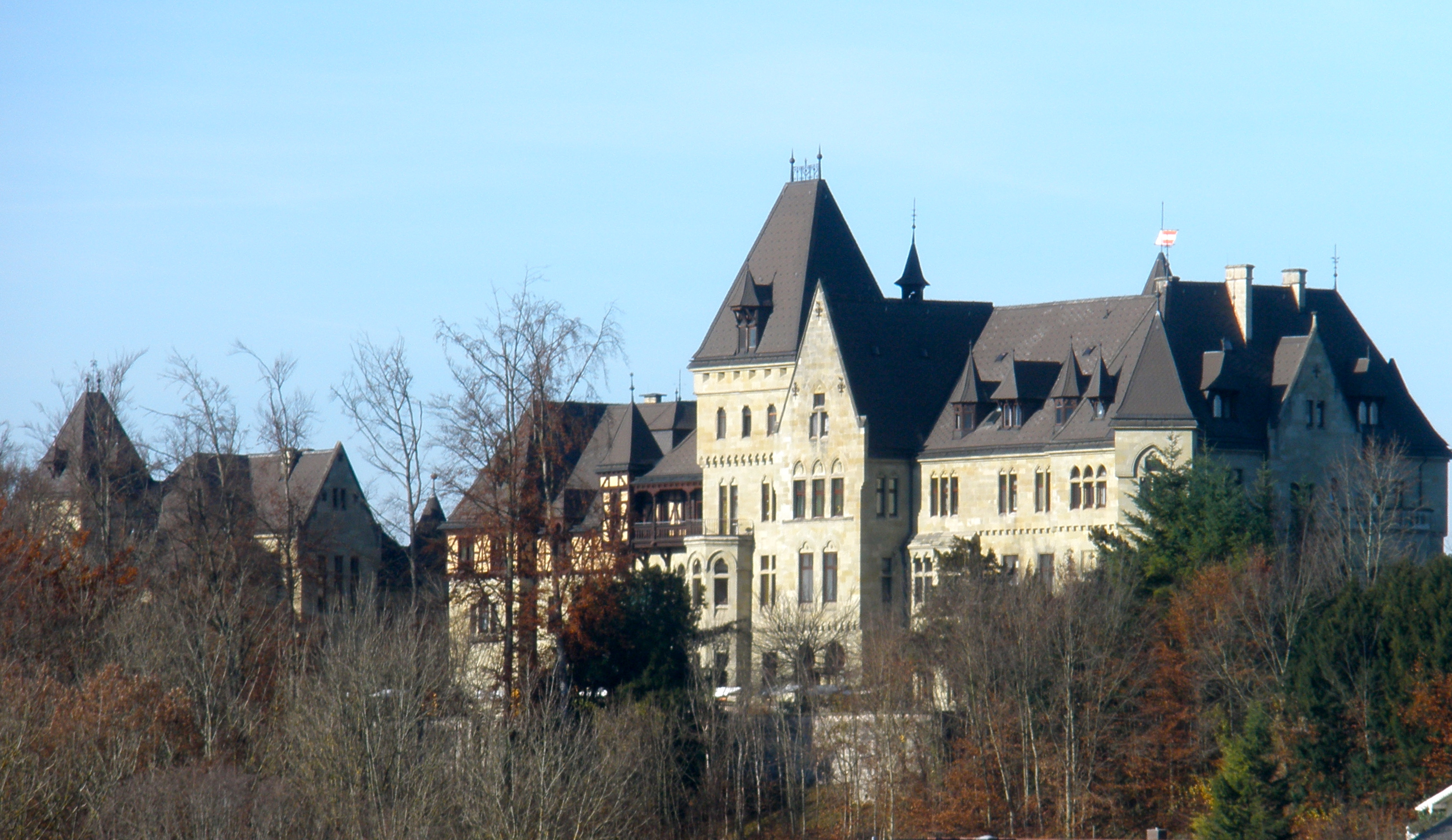
Schloss Cumberland in Gmunden, Österreich

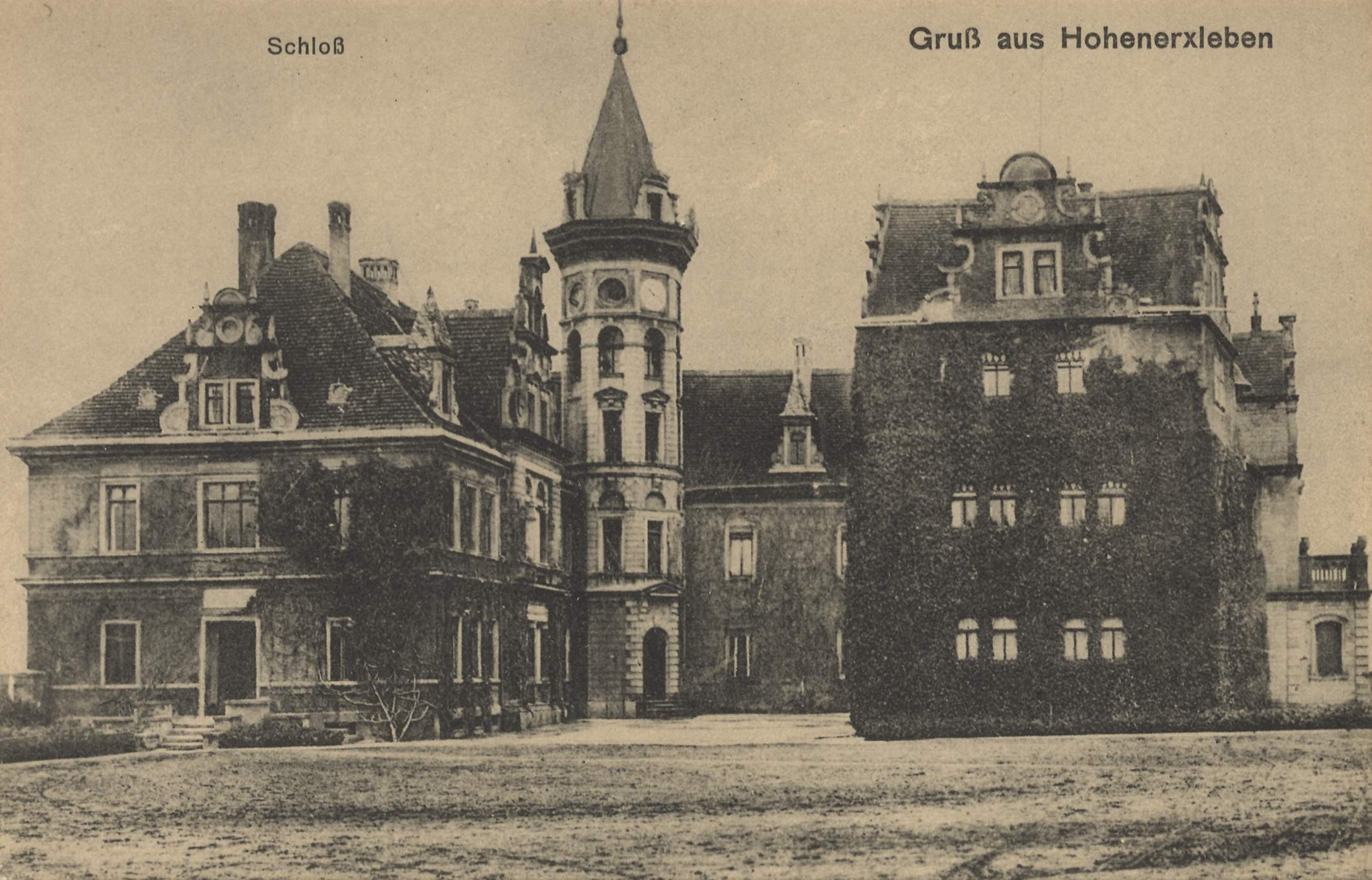
Schloss Hohenerxleben um 1900 nach seiner Überformung durch Schorbach

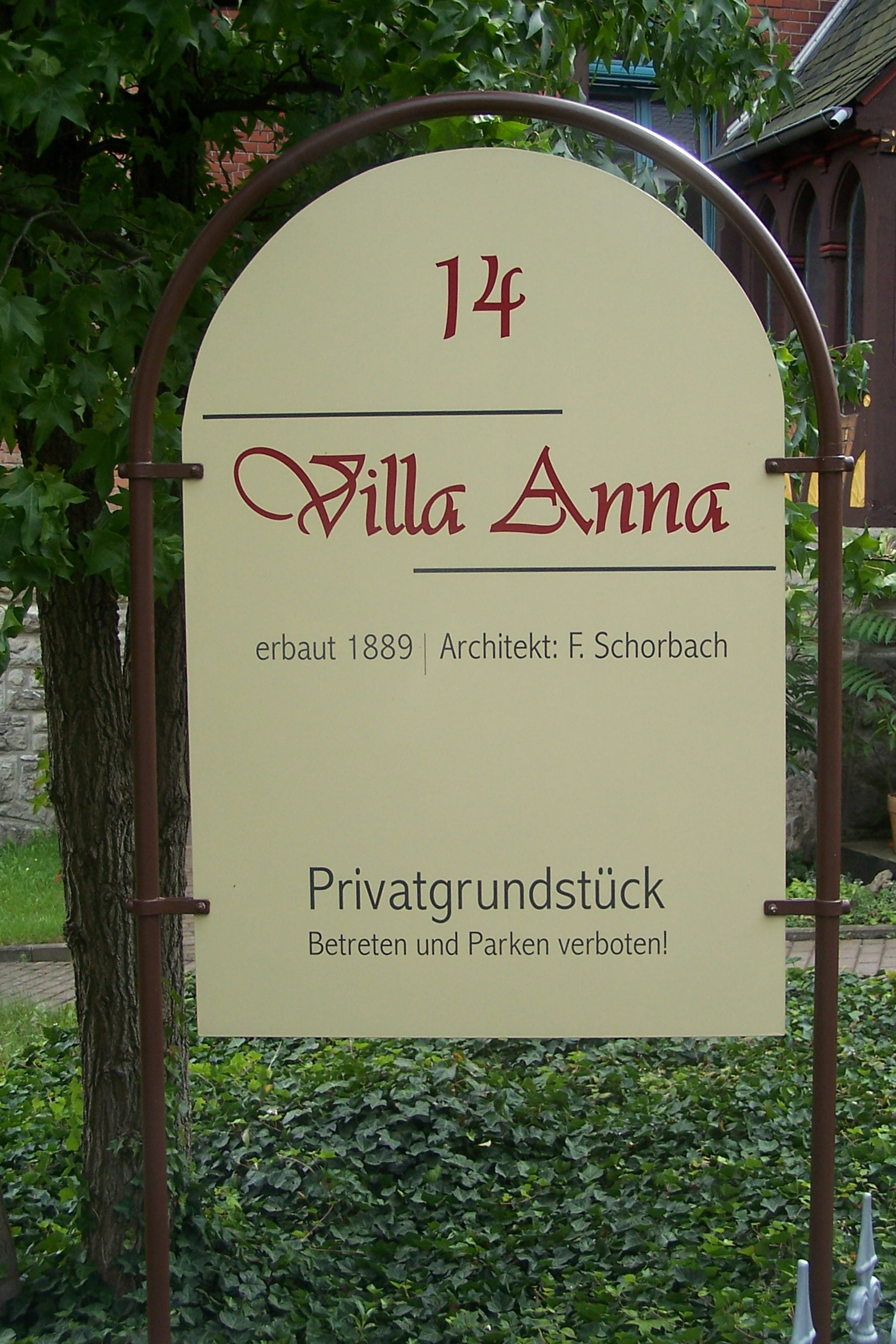
Hinweisschild auf den Architekten Schorbach vor der Villa Anna in Eisenach

Ferdinand Schorbach (* 19. Juli 1846 in Kassel; † 30. Januar 1912 in München) war ein deutscher Architekt, der vornehmlich in den historistischen Stilen der Neorenaissance, des Neoklassizismus, des Neobarock sowie – insbesondere in der Nachfolge von Edwin Oppler in Hannover – im Stil der Hannoverschen Architekturschule entwarf.

## Leben
Ferdinand Schorbach war ein Schüler von Georg Gottlob Ungewitter. Noch zur Zeit des Königreichs Hannover wurde er im Jahr 1862 Mitarbeiter im Architekturbüro von Edwin Oppler, das dieser in Hannover zeitweilig in dem von Hermann Hunaeus geplanten Haus Cohen betrieb.
1872 wurde Schorbach zunächst Teilhaber von Opplers Architekturbüro, um es 1880, dem Todesjahr Opplers, vollständig zu übernehmen.
Zu den Mitarbeitern Schorbachs zählten der bereits zuvor unter Edwin Oppler tätige Carl Seiler und Johann Heinrich Kastenholz, die ebenso wie Schorbach an der Gestaltung der Villa Solms in Baden-Baden beteiligt waren.
Im Todesjahr Schorbachs 1912 übernahm dessen Mitarbeiter Johann Heinrich Kastenholz das Architekturbüro.

## Werke (Auswahl)

### Bauten
Der jahrzehntelange Kompagnon von Edwin Oppler baute neben Wohnhäusern insbesondere zahlreiche Schlösser in Deutschland und Österreich-Ungarn um oder neu, darunter:
- 1882–1886: Schloss Cumberland für Herzog  Ernst August von Cumberland (1845–1923) in Gmunden (Österreich) (erhalten)[1]
- 1892–1894: Ständehaus der Landstände der Altmark in Stendal
- um 1900: Schloss Hohenerxleben in Anhalt, Sitz der Familie von Krosigk, nach Verwahrlosung und Verfall ab 1997 (zum Teil) vereinfacht wiederhergestellt

### Schriften
- als Herausgeber: Edwin Oppler. Architektonische Entwürfe. Profan- und Kultbauten, innere Einrichtungen, Dekorationen, Möbel, Kunstgewerbliche Gegenstände, Denkmäler etc. etc. Halle an der Saale 1884–1889.